# Demba Traoré

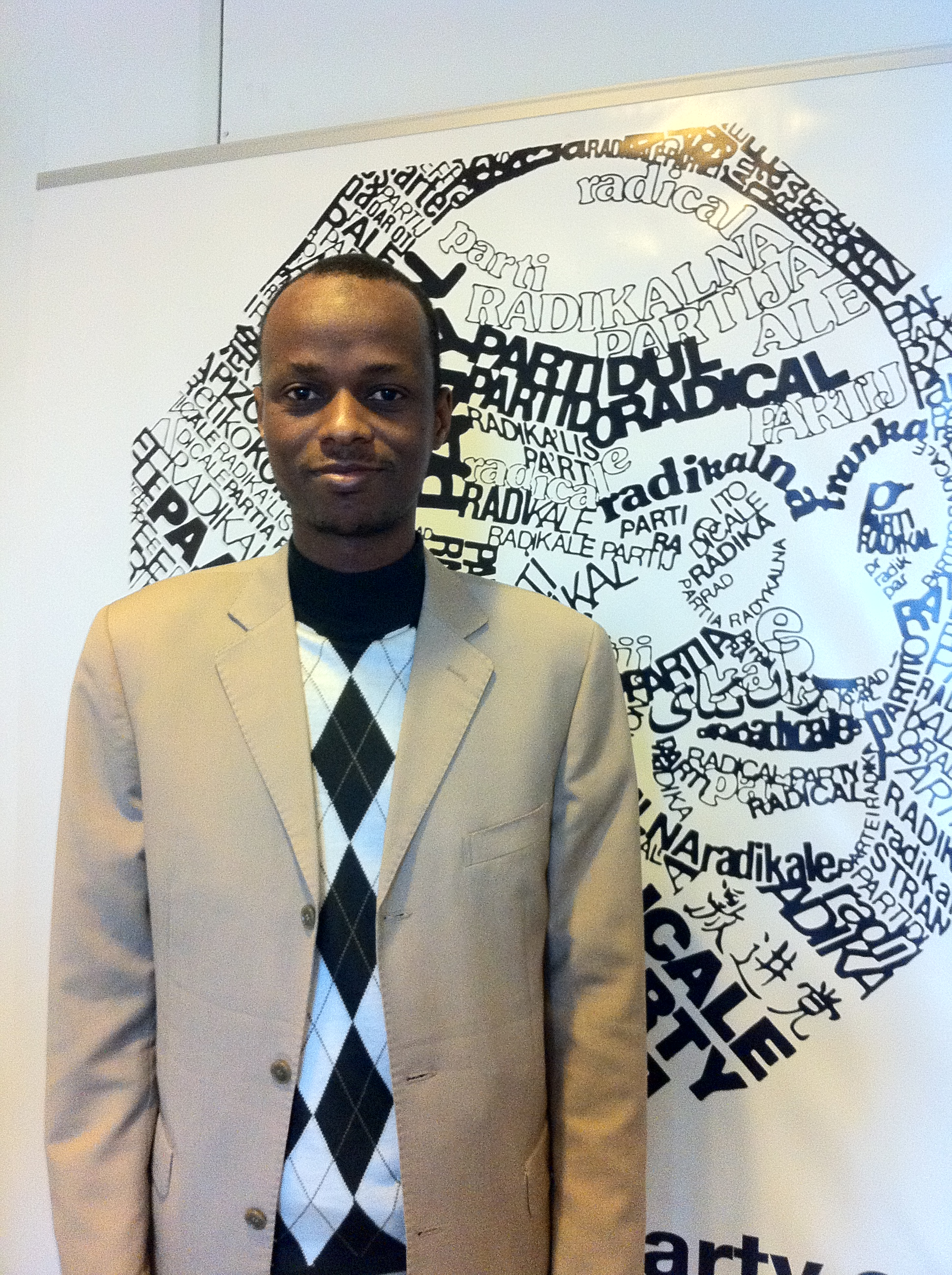
Demba Traoré (2012)

Demba Traoré (* 29. August 1972 in Markala) ist ein malischer Politiker und Rechtsanwalt. Er ist Vorsitzender der Nonviolent Radical Party, Transnational, Transparty (NRPTT). Darüber hinaus ist er Vorstandsmitglied der NGO Hands off Cain, einer Teilorganisation der Radikalen Partei.

## Leben
Seit 2003 ist Traoré Mitglied der Radikalen Partei. Am 11. Dezember 2011 wurde er in Rom während des 39. Kongresses der Radikalen Partei (NRPTT) zum Vorsitzenden gewählt. Am Kongress nahmen Mitglieder und Persönlichkeiten aus 45 Ländern teil, darunter Bernard Kouchner und Joschka Fischer (jeweils ehemalige Außenminister in Frankreich beziehungsweise Deutschland). Giulio Terzi di Sant’Agata, Außenminister Italiens, richtete ein Grußwort an den Kongress.
Seit 1995 ist Traoré als Anwalt tätig, von 2002 bis 2007 war er Abgeordneter der Nationalversammlung von Mali und auch Vorsitzender des parlamentarischen Ausschusses Commission des lois, de la législation, de la justice et des institutions de la République. Ferner war er auch Richter des Obersten Gerichtshofs von Mali. Auf Einladung der britischen Regierung nahm er im Februar 2003 an einem Austausch- und Arbeitsbesuch in Großbritannien teil, wo er an Arbeitssitzungen im House of Commons, bei der DID und in den Vertretungen der International Save The Children Alliance, der Islamic Relief Worldwide und der Christian Aid mitwirkte. Im Mai 2003 wurde er Mitglied des Assemblée parlementaire de la francophonie (APF). Im April 2004 nahm er an der Sitzung der APF in Vientian (Laos) teil, im Juli 2004 an der 30. Generalversammlung in Charlottetown (Kanada) und der 32. Generalversammlung in Rabat (Marokko).
Traoré engagiert sich für viele transnationale Themen, insbesondere und an vorderster Front für den Kampf gegen die Todesstrafe, gegen die Genitalverstümmelung und für die Transnationalisierung des Rechts. Im Dezember 2003 nahm er an einem internationalen Kolloquium über den Internationalen Strafgerichtshof in Ouagadougou (Burkina Faso) teil. 
Im Rahmen der Initiative für die offizielle Abschaffung der Todesstrafe in Mali organisierte Traoré einen Besuch der Mitglieder der Radikalen Partei, Marco Pannella und Elizabetta Zamparutti, in Bamako. Auf Einladung des Außenministeriums der Vereinigten Staaten war er im September/Oktober 2006 auf Staatsbesuch in den USA, mit Arbeitssitzungen im Kapitol mit US-Senatoren und Abgeordneten, Arbeitssitzungen im Obersten Gerichtshof und Arbeitsbesuchen in einigen US-Bundesstaaten wie in Wisconsin, South Carolina und Oregon. Im Jahr 2008 wurde er während einer internationalen Tagung in Brüssel (11. bis 13. Dezember) zum Mitglied des Vorstandes der NGO Hands off Cain – Partner der Radikalen Partei (NRPTT) – gewählt, die sich für ein weltweites Moratorium der Todesstrafe einsetzt, mit dem Ziel der völligen Abschaffung derselben.
Derzeit ist Traoré seitens des Vorstandes der Union für die Republik und Demokratie (URD), in deren Namen er 2009 im VI. Bezirk des Stadtgebietes Bamako gewählt wurde, für die Beziehungen mit der öffentlichen Verwaltung zuständig. Zwischen dem 7. und 8. März 2012 wurde er von den höchsten Repräsentanten Italiens in Rom empfangen. Am 7. März traf er im Senat der italienischen Republik in Begleitung der Vize-Präsidentin des Senats, Emma Bonino, und des Senators Marco Perduca mit Staatspräsident Giorgio Napolitano und Senatspräsident Renato Schifani zusammen. Am nächsten Morgen wurde Demba Traoré mit Maurizio Turco (Schatzmeister der Radikalen Partei), Marco Pannella und Emma Bonino vom Präsidenten der Abgeordnetenkammer, Gianfranco Fini, empfangen. „Das Treffen war eine institutionelle Pflicht, doch auch sehr willkommen. Und es ist wichtig, dass es eine starke Betonung der Bürgerrechte seitens der Radikalen Partei, nicht nur auf nationaler und europäischer, sondern auch auf internationaler Ebene gibt“, erklärte Fini nach der Sitzung.
Demba Traoré liebt Sport (Fußball, Handball, Basketball, Kung Fu). Am 4. Februar 2012 sponserte er im Kreis Bougoni im Dorf Bougoula als Parteivorstandsmitglied den URD-Cup. Seit 2005 ist er Erster Vizepräsident der malischen Föderation von Kung Fu. Traoré ist Muslim, verheiratet und hat vier Kinder.
| Personendaten    | Personendaten                        |
| ---------------- | ------------------------------------ |
| NAME             | Traoré, Demba                        |
| KURZBESCHREIBUNG | malischer Politiker und Rechtsanwalt |
| GEBURTSDATUM     | 29. August 1972                      |
| GEBURTSORT       | Markala                              |